# Lejeunea debilis
Lejeunea debilis là một loài Rêu trong họ Lejeuneaceae. Loài này được (Lehm. & Lindenb.) Nees & Mont. mô tả khoa học đầu tiên năm 1836.